# La Pyramide (Clermont-Ferrand)
Pour les articles homonymes, voir Desaix (homonymie).
La Pyramide est un des monuments de Clermont-Ferrand et situé en centre-ville.

## Historique

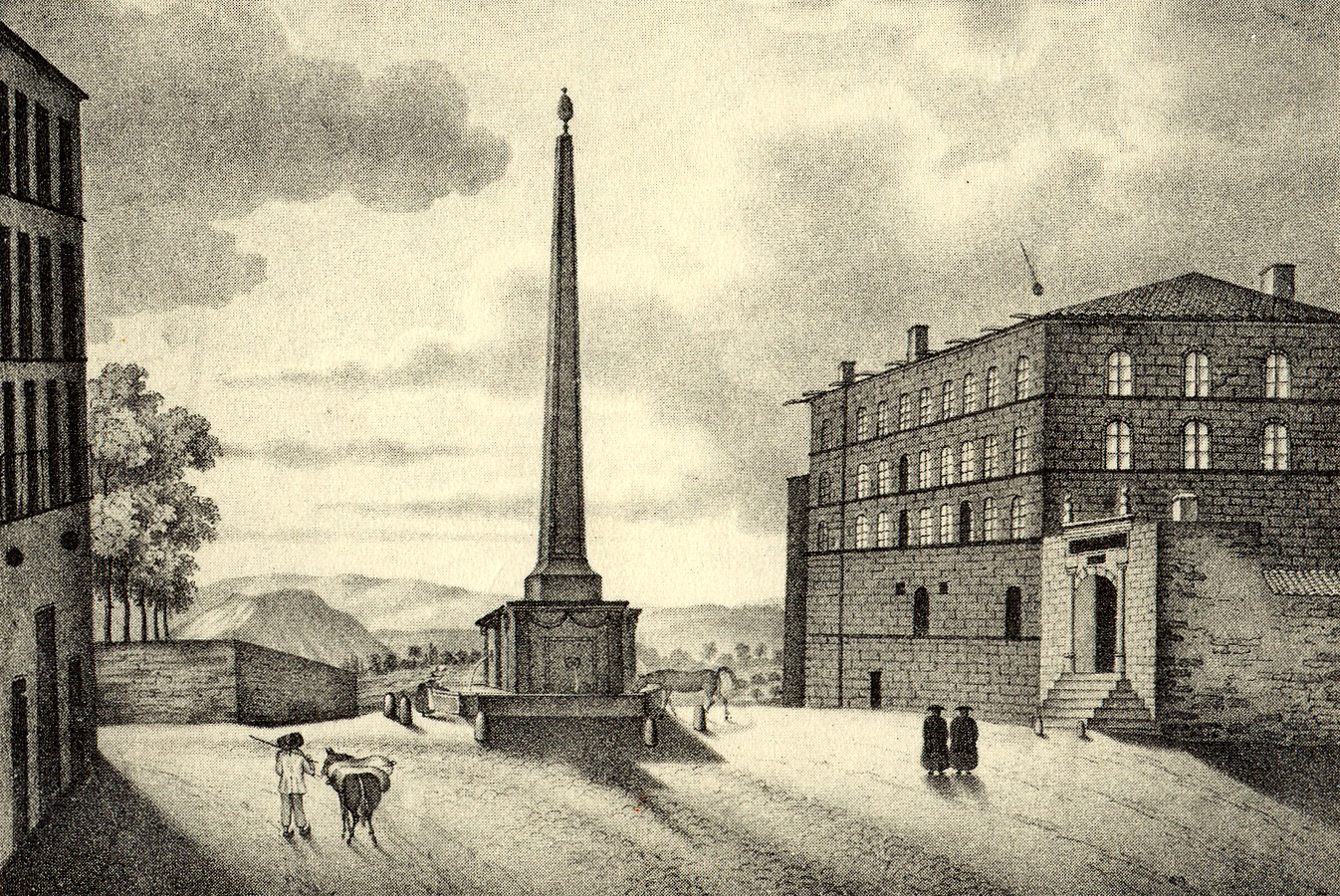
Gravure du XIXe siècle.

Le 14 juin 1800, le général Desaix meurt en Italie à l'âge de 31 ans lors de la bataille de Marengo. C'était le chef d'état-major de l'armée d'Angleterre et Bonaparte le considérait alors comme le plus talentueux de ses généraux. La ville de Clermont-Ferrand décida aussitôt d'élever un monument à sa gloire. Né dans la campagne alentour, Louis Desaix était un enfant du pays. Bonaparte approuva par écrit cette initiative. La ville confia le projet à l'architecte Pierre Laurent qui, pour rappeler la campagne d'Égypte au cours de laquelle le général s'était brillamment illustré, proposa d'ériger une fontaine dont le centre serait un obélisque posé sur un piédestal. La réalisation de l'œuvre en pierre de Volvic fut confiée au sculpteur Joseph Chinard. Les travaux débutèrent peu après en 1801. Un siècle plus tard, l'ornementation de la fontaine a été légèrement complétée. Le monument et a été inscrit au titre des monuments historiques en 1992.

## Localisation
Le monument se situe au carrefour des boulevards Lafayette et Léon Malfret, de l'avenue Vercingétorix et de la rue Ballainvilliers. Il est également attenant au jardin Lecoq.